# Tonghua

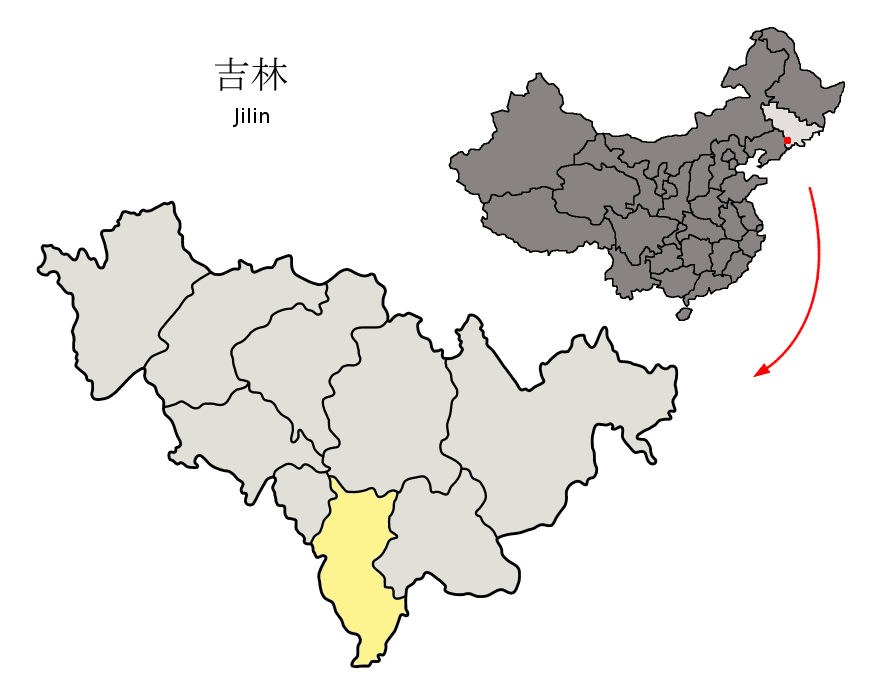
Lage von Tonghua (gelb) in Jilin

Tonghua (chinesisch 通化市, Pinyin Tōnghuà Shì) ist eine chinesische bezirksfreie Stadt im Süden der Provinz Jilin. Die beiden Stadtbezirke zählen zusammen 506.702 Einwohner (Stand: Zensus 2010)., insgesamt leben 1.812.114 Menschen (Stand: Zensus 2020) im Verwaltungsgebiet der Stadt, die eine Fläche von 15.608 Quadratkilometer hat.

## Administrative Gliederung
Die bezirksfreie Stadt Tonghua setzt sich aus zwei Stadtbezirken, zwei kreisfreien Städten und drei Kreisen zusammen. Diese sind (Stand: Zensus 2010):
- Stadtbezirk Dongchang – 东昌区 Dōngchāng Qū , 376 km², 360.071 Einwohner;
- Stadtbezirk Erdaojiang – 二道江区 Èrdàojiāng Qū , 369 km², 146.631 Einwohner;
- Stadt Meihekou – 梅河口市 Méihékǒu Shì , 2.174 km², 615.154 Einwohner;
- Stadt Ji’an – 集安市 Jí'ān Shì , 3.342 km², 232.278 Einwohner;
- Kreis Tonghua – 通化县 Tōnghuà Xiàn , 3.725 km², 247.140 Einwohner;
- Kreis Huinan – 辉南县 Huīnán Xiàn  2.272 km², 359.329 Einwohner;
- Kreis Liuhe – 柳河县 Liǔhé Xiàn , 3.349 km², 363.836 Einwohner.

## Persönlichkeiten
- Zhang Yangming (* 1994), Skirennläufer